# スケールパラメータ
スケールパラメータ(英: scale parameter)または尺度母数とは、確率論および統計学における確率分布の特別な数値パラメータの一種。尺度母数が大きいほど、ばらつきの大きい分布となる。

## 定義

尺度母数が確率分布に与える影響を示したアニメーション。

2つの正規分布からなる混合分布における尺度母数の影響。

ある確率分布の族が母数{\displaystyle s}(と、他の母数{\displaystyle \theta })を持つとする。その確率分布の累積分布関数が
{\displaystyle F(x;s,\theta )=F(x/s;1,\theta )}
を満たすとき、{\displaystyle s}はスケールパラメータまたは尺度母数であるという。このパラメータは統計的ばらつきの大きさを記述している。{\displaystyle s}が大きいほど確率分布のばらつきも大きくなり、逆に{\displaystyle s}が小さいほど確率分布のばらつきも小さくなる。

### 位置母数を持つ族
確率分布の族が位置母数を持つ場合、微妙に異なる定義が使用される。位置母数を{\displaystyle m}、尺度母数を{\displaystyle s}で表すとし、さらに{\displaystyle F(x,s,m,\theta )}でその確率分布の累積分布関数を表すとした時、{\displaystyle F(x;s,m,\theta )=F((x-m)/s;1,0,\theta )}が成立する。この変更により、例えば正規分布の平均値が0でない場合でも標準偏差パラメータを尺度母数として扱うことができるようになる。ただし、必ずしもこの代用的な定義が利用されているわけでもない。

### 確率密度関数
確率分布が確率密度関数を持つとし、それを({\displaystyle \theta }依存性を省略して){\displaystyle f_{s}(x)}と書いたとする。さらに{\displaystyle f(x)\equiv f_{s=1}(x)}を定義すると、以下が成立する:
{\displaystyle f_{s}(x)={\frac {1}{s}}f\left({\frac {x}{s}}\right)}
これを示すには、累積分布関数の定義を利用する:
{\displaystyle F(x;s)=\int _{-\infty }^{x}f_{s}(t)dt}
{\displaystyle F(x/s;1)=\int _{-\infty }^{x/s}f(t)dt}
ここで、後者の積分について{\displaystyle u=st}なる変数変換の下で置換積分を行い
{\displaystyle F(x/s;1)={\frac {1}{s}}\int _{-\infty }^{x}f\left({\frac {u}{s}}\right)du}
とできる。ここで、尺度母数の定義より
{\displaystyle F(x;s)=F(x/s;1)}
であったから、
{\displaystyle \int _{-\infty }^{x}f_{s}(t)dt={\frac {1}{s}}\int _{-\infty }^{x}f\left({\frac {t}{s}}\right)dt}
が成立する。これを{\displaystyle x}について微分すれば示すべき式が得られる。

## レートパラメータ
いくつかの確率分布の族では、スケールパラメータの代わりにレートパラメータ(英:rate parameter)が使われることがある。これは、尺度母数の逆数である。 例えば、指数分布はスケールパラメータ {\displaystyle \beta >0} を利用して 
{\displaystyle f(x;\beta )={\frac {1}{\beta }}e^{-x/\beta },\;x\geq 0}
と記述できるが、全く同じ分布をレートパラメータ {\displaystyle \lambda >0} を利用して
{\displaystyle f(x;\lambda )=\lambda e^{-\lambda x},\;x\geq 0}
として記述できる。

## 例
- {\displaystyle (a,b)} 上の連続一様分布(ただし{\displaystyle a<b})は、位置母数 {\displaystyle (a+b)/2} 、尺度母数 {\displaystyle (b-a)} をパラメータとして持つと見ることができる。
- 正規分布は2つの母数をもち、それぞれ位置母数 {\displaystyle \mu } と尺度母数 {\displaystyle \sigma } である。
- ガンマ分布は、通常形状母数（英語版）および尺度母数 {\displaystyle \theta } (または頻度母数 {\displaystyle \lambda } )で特徴づけられる。
- ある分布族において、尺度分布が1であり、さらに特定の条件を満たすような分布は特に「標準」分布と呼ばれることがある。例えば、「標準正規分布」は正規分布の中でも尺度母数が1かつ位置母数が0であるものを指す。同様に尺度母数が1かつ位置母数が0であるコーシー分布は「標準コーシー分布」と呼ばれる。

## 尺度母数の推定
尺度母数の推定には、
- 位置に不偏である
- 尺度母数に線形に比例する
- サンプル数が増えると収束する

限り統計量を使用することができる、さまざまな統計的ばらつきをこの指標として用いることができる。十分なサンプル数のもとで統計量が尺度母数に収束するためには、一般には尺度係数を乗じる必要がある。この尺度係数は統計量の漸近値で尺度母数を割ったものとして定義でき、問題となる分布に依存する。
例えば、正規分布の標準偏差を推定する上で中央絶対偏差(MAD) を利用する場合、尺度係数は
{\displaystyle 1/\Phi ^{-1}(3/4)\approx 1.4826,}
となる。この式の導出は中央絶対偏差を参照のこと。
ここで、{\displaystyle \Phi ^{-1}}は正規分布の分位関数(累積分布関数の逆関数)である。この式から、サンプル数を大きくしてもMADは標準偏差に収束しないが、1.4826... × MADは標準偏差に収束する。
同様に、平均絶対偏差(AAD)もまた標準偏差に収束しないが、尺度係数{\displaystyle {\sqrt {\pi /2}}\approx 1.2533\ldots }倍されたAADは標準偏差に収束する。母集団が正規分布に従わないとした場合は、標準偏差を推定するために異なる係数が必要となる。